# أورق منغولي
الأورق المنغولي أو قيق الأرض المنغولي أو قيق الصحراء المنغولي أو قيق أرض هندرسون هو طائر قيق يَنتمي إلى جنس أورق وفصيلة الغرابيات. يَقطن الأورق المنغولي بالأصل دولتي الصين ومنغوليا في منطقة وسط آسيا، كما أن انتشاره يَمتد قليلاً حتى كازاخستان، لكنه نادر جداً في الأخيرة، وعلى الرُّغم من أن أعداده لم تقدر بدقة إلا أنه ربَّما يَكون غير شائع نسبياً في الصين ومنغوليا أيضاً.
عُموماً حالة أعداد قيق هندرسون الأرضي مستقرَّة، وعلى الرغم من أنها تُواجه بعض الانحدار إلا أنه لا يُؤهلها لكي يُصنف النوع كنوع غير محصن، ولا زال يُصنف على القائمة الحمراء للاتحاد العالمي للحفاظ على الطبيعة نوعًا غير مهدد لا أكثر.

## وصلات خارجية
- الأورق المنغولي (بودوكس هندرسوني).